# Санта-Рита (Монтана)
Санта-Рита (англ. Santa Rita) — переписна місцевість (CDP) в США, в окрузі Глейшер штату Монтана. Населення — 107 осіб (2020).

## Географія
Санта-Рита розташована за координатами 48°41′52″ пн. ш. 112°19′2″ зх. д. / 48.69778° пн. ш. 112.31722° зх. д. (48.697693, -112.317306). За даними Бюро перепису населення США в 2010 році переписна місцевість мала площу 8,28 км², уся площа — суходіл.

## Демографія
Згідно з переписом 2010 року, у переписній місцевості мешкало 113 осіб у 50 домогосподарствах у складі 37 родин. Густота населення становила 14 особи/км². Було 53 помешкання (6/км²).
Расовий склад населення:
| - 84,1 % — білих - 13,3 % — корінних американців |

До двох чи більше рас належало 2,7 %. Частка іспаномовних становила 0,0 % від усіх жителів.
За віковим діапазоном населення розподілялося таким чином: 24,8 % — особи молодші 18 років, 57,5 % — особи у віці 18—64 років, 17,7 % — особи у віці 65 років та старші. Медіана віку мешканця становила 47,8 року. На 100 осіб жіночої статі у переписній місцевості припадало 105,5 чоловіків; на 100 жінок у віці від 18 років та старших — 112,5 чоловіків також старших 18 років.
Цивільне працевлаштоване населення становило 13 особи. Основні галузі зайнятості: освіта, охорона здоров'я та соціальна допомога — 100,0 %.